# Тикамгарх (округ)
Тикамгарх (хинди टीकमगढ़ जिला; англ. Tikamgarh) — округ в индийском штате Мадхья-Прадеш. Образован в 1948 году. Административный центр — город Тикамгарх. Площадь округа — 5048 км². По данным всеиндийской переписи 2001 года население округа составляло 1 202 998 человек. Уровень грамотности взрослого населения составлял 55,7 %, что немного ниже среднеиндийского уровня (59,5 %). Доля городского населения составляла 17,7 %.